# Ablennes hians
Ablennes hians, vrsta riba, jedinini predstavnik roda ablennes, porodica Belonidae, red Beloniformes. Ova riba maksimalno je dugačka 140 cm, prosječno 70.0 cm, a raširena je po Atlantiku, Indijskom oceanu i Pacifiku, najčešće u blizini otoka i estuarija. Oblika je igle, nalik iglici (Belone belone) pa se naziva u engleskom jeziku Flat needlefish.
Hrani se uglavnom manjom ribom. Za prehranu se prodaje svježa, usoljena, dimljena ili smrznuta.

## Sinonimi
- Belone hians Valenciennes, 1846;
- Mastaccembelus melanostigma (Valenciennes, 1846);
- Tylosurus hians (Valenciennes, 1846);
- Tylosurus caeruleofasciatus, Stead, 1908;
- Strongylura anastomella (non Valenciennes, 1846).
- Ablennes anastomella sinonim je za vrstu Strongylura anastomella (Valenciennes, 1846).